# Сталино (Амурская область)
Сталино — упразднённое село в Шимановском районе Амурской области России. Исключено из учётных данных в 1957 году.

## География
Село располагалось на реке Белая в месте впадения в неё реки Андреев Ключ, на расстоянии примерно 18 километров (по прямой) к юго-востоку от окраины села Нововоскресеновка.

## История
По всей видимости населённый пункт возник в конце 1920-х годов как сельскохозяйственная коммуна, позже колхоз имени Сталина. Являлось центром Сталинского сельсовета Кумарского района. В 1940-е в селе действовали колхоз «Сталинский», который выращивал зерновые культуры и промколхоз «Пограничник» — работники заготавливали дранку.
Фактически населённый пункт прекратил свое существование в 1951 году, когда все население и социально-культурные учреждения села были перемещены на центральные усадьбу колхоза «Красный рассвет» села Ново-Воскресеновка.
В 1957 году в связи с ликвидацией села Сталино и перемещением центра Сталинского сельсовета в село Ново-Воскресеновка, Сталинский сельсовет был переименован в Ново-Воскресеновский.